# Filmjahr 1921
Liste der Filmjahre

◄◄ | ◄ | 1917 | 1918 | 1919 | 1920 | Filmjahr 1921 | 1922 | 1923 | 1924 | 1925 | ► | ►►

Weitere Ereignisse

## Ereignisse

### Uraufführungen

#### Vereinigte Staaten
- 21. Januar: In New York City hat Charles Chaplins Tragikomödie The Kid ihre Uraufführung. Der sechsjährige Jackie Coogan spielt die Titelrolle und wird damit zu einem der ersten Kinderdarsteller der Filmgeschichte, der den Status eines Kinderstars erlangt. Chaplins spätere Ehefrau Lita Grey hat in dem Film eine Nebenrolle.
- 6. Februar: Die Filmkomödie Seven Years Bad Luck von und mit Max Linder kommt in die Kinos. Sie wird vor allem für die Spiegelszene berühmt, die hier zum ersten Mal gezeigt wird.

- 6. März: Das US-amerikanische Familienepos The Four Horsemen of the Apocalypse (Die vier Reiter der Apokalypse) von Rex Ingram, basierend auf dem Roman Los cuatro Jinetes de Apocalipsis von Vicente Blasco Ibáñez, wird uraufgeführt und bewirkt den Durchbruch des jungen Schauspielers Rudolph Valentino.
- 12. April: Die Komödie The High Sign, Buster Keatons Erstlingswerk als Produzent, kommt mit einjähriger Verspätung in die Kinos und erhält trotz Keatons Skepsis gute Kritiken.

- 15. Mai: Die Kurzfilmkomödie The Scapegoat (Die Ziege) mit Buster Keaton und Virginia Fox wird in den Vereinigten Staaten uraufgeführt. Für Drehbuch und Regie ist Keaton gemeinsam mit Malcolm St. Clair verantwortlich.
- 28. August: Die drei Musketiere ist der erste große Kostümfilm von Douglas Fairbanks senior, der auch die Hauptrolle spielt. Der Stummfilm von Regisseur Fred Niblo basiert auf dem gleichnamigen Roman von Alexandre Dumas dem Älteren und wird ein großer Erfolg. In dem Film hat auch der elfjährige Douglas Fairbanks junior einen Kurzauftritt.
- 15. September: Der Stummfilm  Der kleine Lord mit Mary Pickford basierend auf dem Roman Der kleine Lord von Frances Hodgson Burnett hat seine Uraufführung. Regie führten ihr Bruder Jack Pickford und Alfred E. Green.

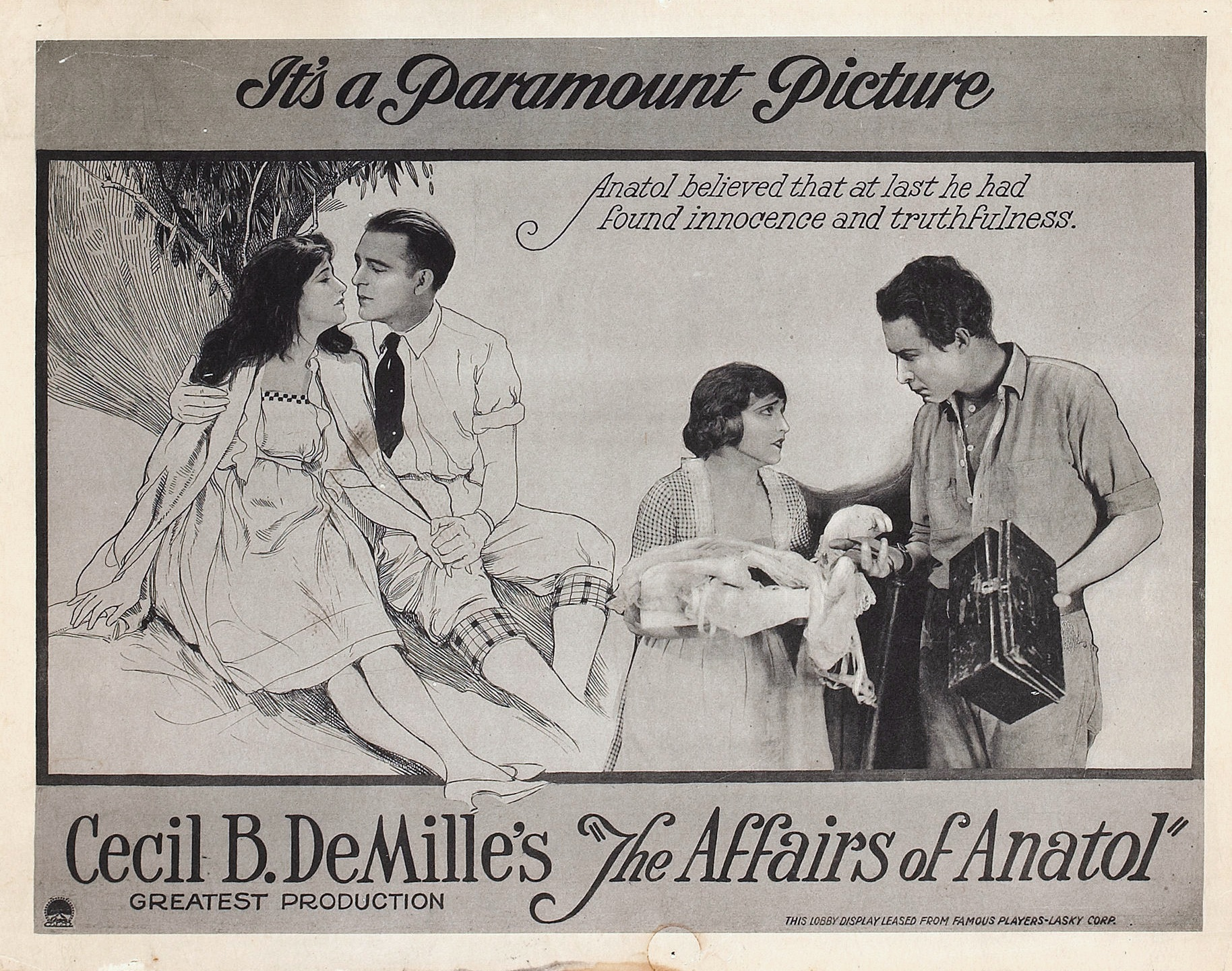
The Affairs of Anatol

- 21. September: Die Stummfilmkomödie The Affairs of Anatol von Cecil B. DeMille feiert ihre Uraufführung. In den Hauptrollen sind Wallace Reid und Gloria Swanson zu sehen. Der Film basiert auf dem Bühnenstück Anatol von Arthur Schnitzler.
- 25. September: In der Komödie The Idle Class (Die feinen Leute) spielt Regisseur Charlie Chaplin eine Doppelrolle.
- 6. Oktober: Die Slapstickkomödie Im Theater  von Buster Keaton und Edward F. Cline wird uraufgeführt.
- 22. Oktober: Harold Lloyds letzte Kurzfilmkomödie Never Weaken (Nur nicht schwach werden) hat mit großem Erfolg ihre Uraufführung in den Vereinigten Staaten. Lloyd wendet sich anschließend dem abendfüllenden Spielfilm zu.
- 30. Oktober: In Los Angeles hat der Stummfilm Der Scheich Premiere. Rudolph Valentino als Hauptdarsteller wird damit über Nacht weltberühmt.
- 10. November: Die Slapstickkomödie The Boat von Buster Keaton und Edward F. Cline wird uraufgeführt.
- 21. November: Der Coming-of-Age-Western Der Überfall auf die Virginiapost (Tol'able David) feiert seine Premiere und wird zu einem künstlerischen wie kommerziellen Erfolg. Er bringt seinem Hauptdarsteller Richard Barthelmess den Durchbruch zum Top-Star und etabliert Henry King als wichtigen Regisseur.
- 25. Dezember: Die Stummfilmkomödie A Sailor-Made Man von Fred C. Newmeyer mit Harold Lloyd und Mildred Davis in den Hauptrollen hat seine Uraufführung. Es ist Lloyds erster Langfilm, obwohl er ursprünglich als Kurzfilm konzipiert war.
- 28. Dezember: Das Filmdrama Zwei Waisen im Sturm David Wark Griffith wird von der Kritik gespalten aufgenommen.

- Der Dokumentarfilm Manhatta von Charles Sheeler und Paul Strand wird veröffentlicht.

#### Europa
- 21. Januar: Das deutsche Filmdrama Der Gang in die Nacht von Friedrich Wilhelm Murnau wird uraufgeführt. In den Hauptrollen sind Olaf Fønss und Erna Morena zu sehen.
- Februar: Der heute als verschollen geltende Film Sehnsucht von Friedrich Wilhelm Murnau nach dem Manuskript Der nie geküßte Mund von Carl Heinz Járosy mit Conrad Veidt und Gussy Holl in den Hauptrollen hat seine Uraufführung in Deutschland.
- 7. April: Der deutsche Horrorfilm Schloß Vogelöd von Friedrich Wilhelm Murnau nach dem gleichnamigen Kriminalroman von Rudolf Stratz wird uraufgeführt.
- 12. April: Die Bergkatze, eine deutsche Stummfilm-Groteske in vier Akten von Ernst Lubitsch, wird im Ufa-Palast am Zoo in Berlin uraufgeführt.

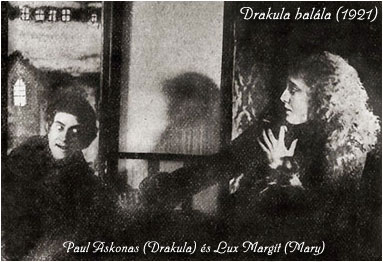
Filmszene aus Drakula halála

- verm. August: Der ungarische Stummfilm Drakula halála (Draculas Tod) mit dem Österreicher Paul Askonas in der Titelrolle gilt als der erste Dracula-Film der Filmgeschichte. Der Film gilt heute als verschollen.
- 6. Oktober: Der Episodenfilm Der müde Tod von Fritz Lang wird uraufgeführt.
- 25. November: Der tschechoslowakisch-amerikanische Stummfilm Jánošík wird in Prag uraufgeführt.

### Weitere Ereignisse
- 17. Februar: Sven Berglund veranstaltet in Stockholm die erste öffentliche synchrone Tonfilmaufführung.
- 5. September: Roscoe Arbuckle, der Regisseur, Komiker und Entdecker von Buster Keaton, feiert am Labor Day mit Freunden eine Party im St.-Francis-Hotel in San Francisco. Dabei erkrankt die junge Schauspielerin Virginia Rappe ernsthaft und stirbt vier Tage später in einer Klinik. Durch eine Reihe von Umständen wird Fatty Arbuckle der Vergewaltigung und des Mordes bezichtigt. In drei Prozessen erweist sich schließlich seine Unschuld, doch seine große Hollywood-Karriere ist mit dem Skandal zu Ende.
- 16. September/24. November/19. Dezember: Der parodistische Kurzfilm Salome, die Blume des Morgenlands von Ernst Lubitsch mit Pola Negri in der Titelrolle wird von der Filmprüfstelle wegen „Verletzung religiösen Empfindens“ und „Verunglimpfung der Bibel“ verboten.

- Die Marx Brothers drehen ihren ersten Kurzfilm.

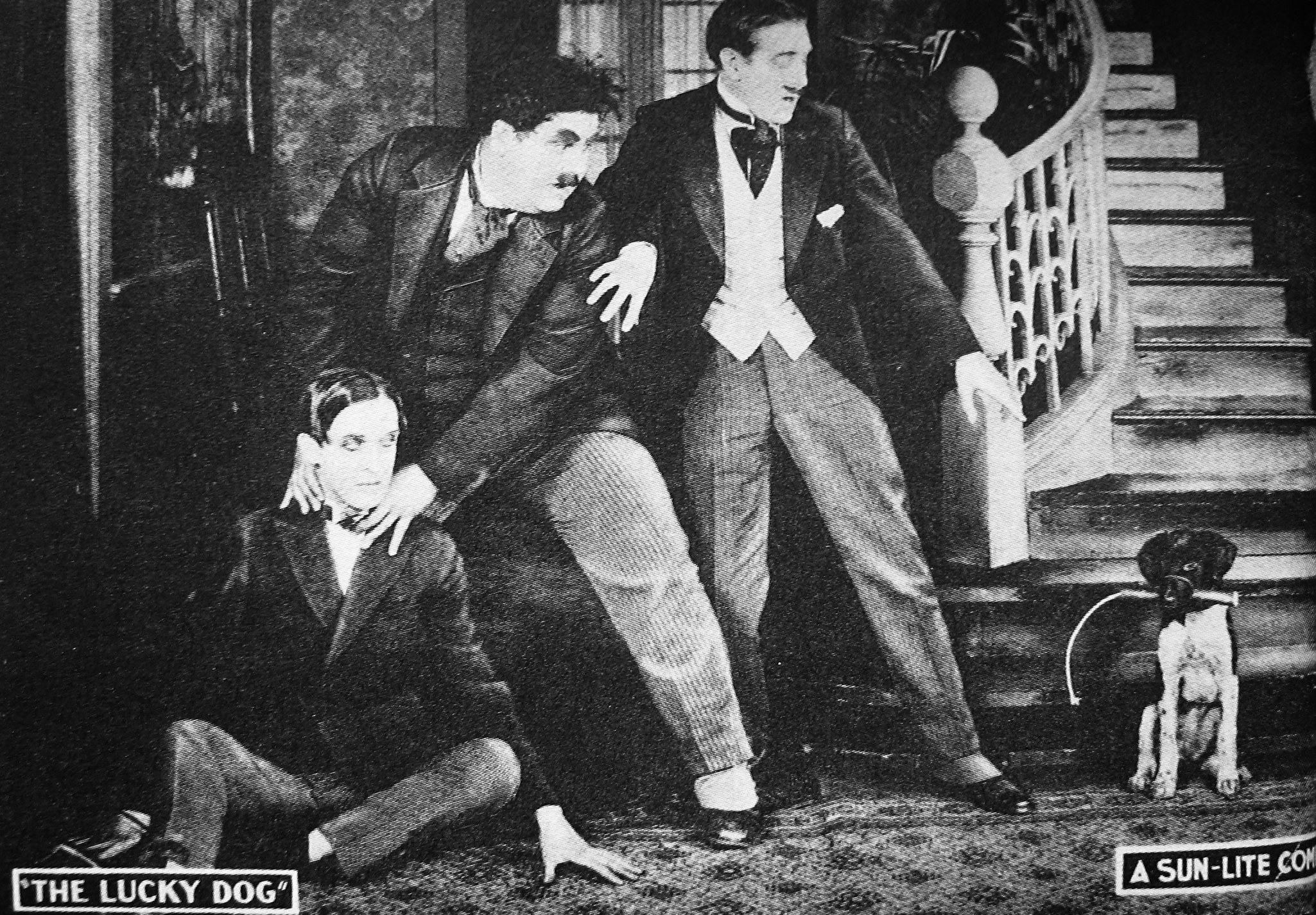
Eine Szene aus The Lucky Dog

- verm. 1921: In dem Stan-Laurel-Kurzfilm The Lucky Dog tritt Oliver Hardy in einer Nebenrolle auf. Es ist der erste gemeinsame Filmauftritt des späteren Komikerduos Laurel und Hardy.

### Erfolgreichste Filme
Die acht erfolgreichsten Filme an den US-amerikanischen Kinokassen nach Einspielergebnis.
| Platz | Filmtitel                           | Einspielergebnis in US-Dollar |       |
| ----- | ----------------------------------- | ----------------------------- | ----- |
| 1.    | The Four Horsemen of the Apocalypse | 4.500.000                     | [ 1 ] |
| 2.    | The Kid                             | 2.500.000                     | [ 1 ] |
| 3.    | The Three Musketeers The Sheik      | 1.500.000                     | [ 1 ] |
| 4.    | The Affairs of Anatol               | 1.191.789                     | [ 2 ] |
| 5.    | Fool’s Paradise                     | 906.937                       | [ 2 ] |
| 6.    | Forbidden Fruit                     | 848.121                       | [ 2 ] |
| 7.    | School Days                         | 546.000                       | [ 3 ] |
| 8.    | Why Girls Leave Home                | 410.000                       | [ 3 ] |

### Filmpreise und Auszeichnungen
- Photoplay Award: Tol’able David von Henry King

## Geboren

### Januar/Februar
- 11. Januar: Kathleen Byron, britische Schauspielerin († 2009)
- 26. Januar: Juri Oserow, russischer Regisseur († 2001)
- 27. Januar: Bob Godfrey, britischer Animator, Produzent und Regisseur († 2013)
- 27. Januar: Donna Reed, US-amerikanische Schauspielerin († 1986)

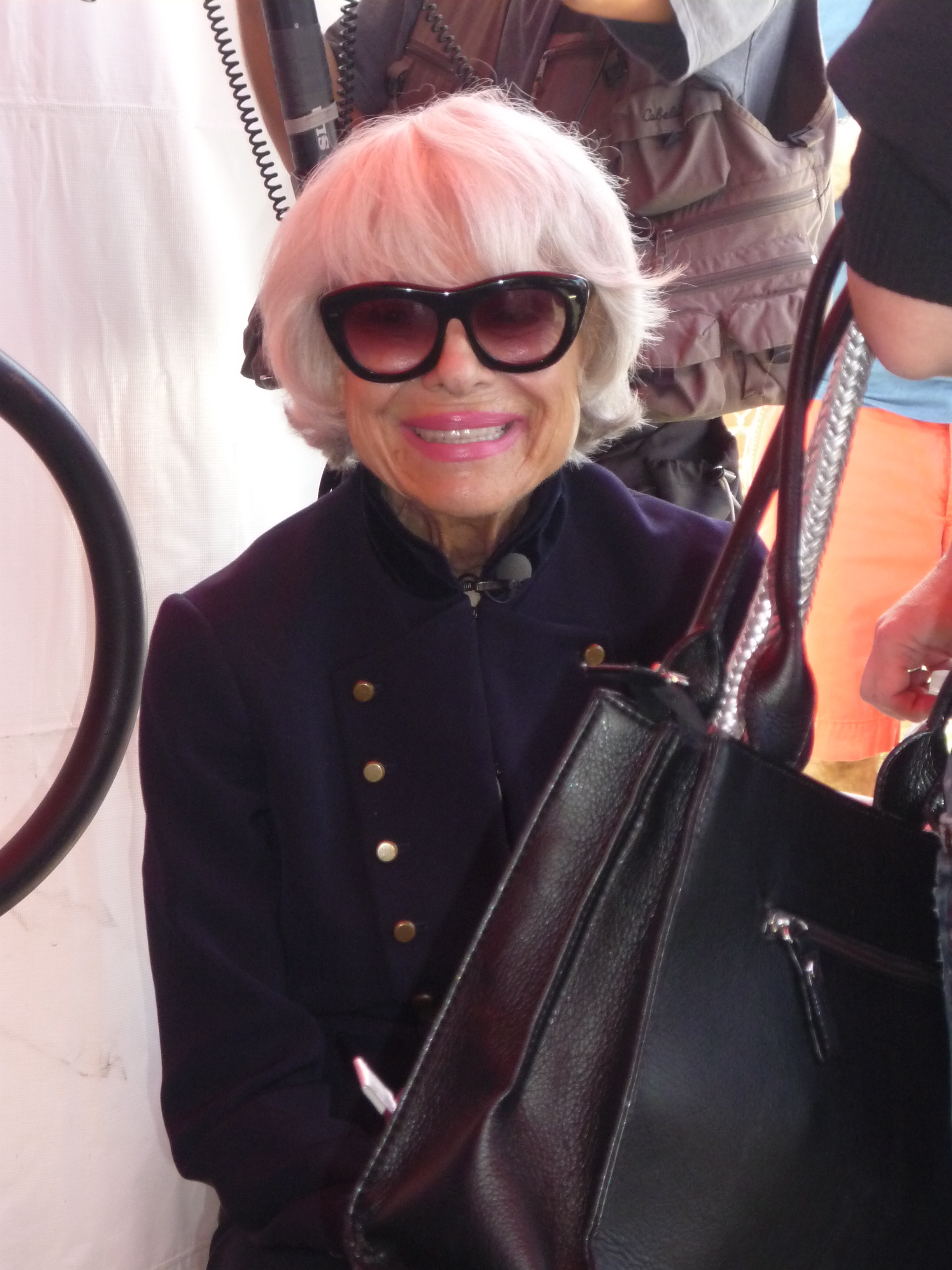
Carol Channing (* 31. Januar)

- 31. Januar: Carol Channing, US-amerikanische Schauspielerin († 2019)
- 31. Januar: Mario Lanza, US-amerikanischer Opernsänger und Schauspieler († 1959)

- 01. Februar: Peter Sallis, britischer Schauspieler und Synchronsprecher († 2017)
- 04. Februar: Geraldine Katt, österreichische Schauspielerin († 1995)
- 05. Februar: Ken Adam, deutsch-britischer Szenenbildner († 2016)
- 08. Februar: Lana Turner, US-amerikanische Schauspielerin († 1995)
- 14. Februar: José Castillo, spanischer Schauspieler († 2011)
- 16. Februar: Vera-Ellen, US-amerikanische Schauspielerin († 1981)
- 17. Februar: Herbert Köfer, deutscher Schauspieler († 2021)
- 19. Februar: Ann Savage, US-amerikanische Schauspielerin († 2008)
- 21. Februar: Jean Heather, US-amerikanische Schauspielerin († 1995)
- 21. Februar: Zdeněk Miler, tschechischer Zeichentrickfilmer († 2011)
- 22. Februar: Giulietta Masina, italienische Schauspielerin († 1994)

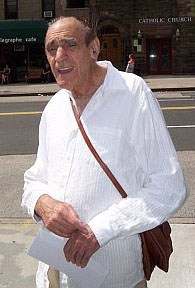
Abe Vigoda (* 24. Februar)

- 24. Februar: Abe Vigoda, US-amerikanischer Schauspieler († 2016)
- 28. Februar: Saul Zaentz, US-amerikanischer Produzent († 2014)

### März/April
- 01. März: Jack Clayton, britischer Regisseur († 1995)
- 06. März: Julie Harris, britische Kostümbildnerin († 2015)
- 08. März: Denys de La Patellière, französischer Regisseur und Drehbuchautor († 2013)
- 22. März: Nino Manfredi, italienischer Schauspieler († 2004)
- 25. März: Nancy Kelly, US-amerikanische Schauspielerin († 1995)
- 25. März: Simone Signoret, französische Schauspielerin († 1985)
- 28. März: Dirk Bogarde, britischer Schauspieler († 1999)
- 29. März: Tad Danielewski, US-amerikanischer Regisseur († 1993)
- 31. März: Peggy Rea, US-amerikanische Schauspielerin († 2011)

- 03. April: Franz Geiger, deutscher Drehbuchautor, Regisseur und Schauspieler († 2011)
- 03. April: Jan Sterling, US-amerikanische Schauspielerin († 2004)
- 04. April: Elizabeth Wilson, US-amerikanische Schauspielerin († 2015)
- 06. April: Arnold Marquis, deutscher Schauspieler und Synchronsprecher († 1990)
- 07. April: Bill Butler, US-amerikanischer Kameramann († 2023)
- 10. April: Chuck Connors, US-amerikanischer Schauspieler († 1992)

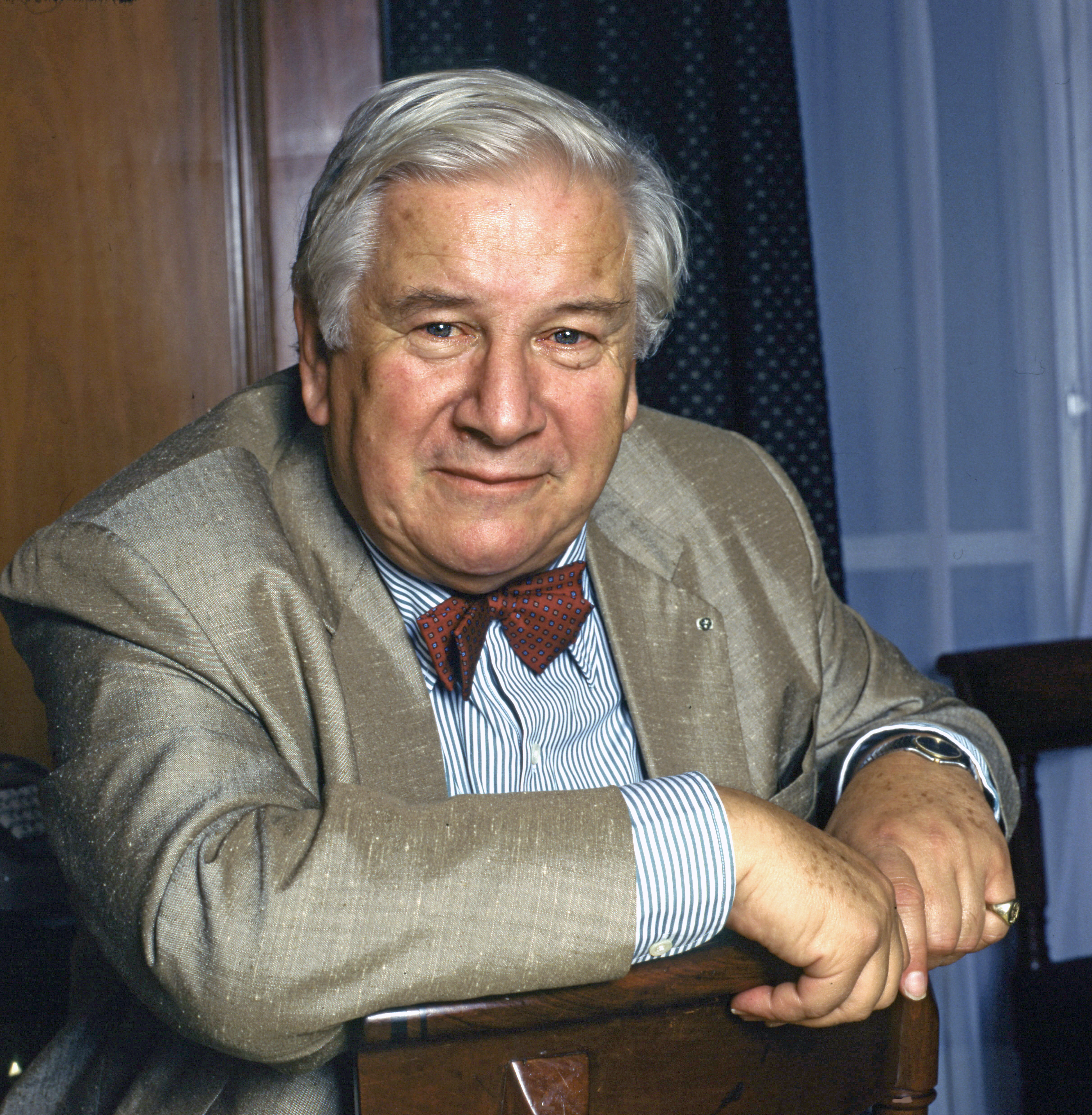
Peter Ustinov (* 16. April)

- 16. April: Peter Ustinov, britischer Schauspieler († 2004)
- 17. April: Sergio Sollima, italienischer Regisseur und Drehbuchautor († 2015)
- 25. April: Gerald Hirschfeld, US-amerikanischer Kameramann († 2017)
- 25. April: Arthur H. Nadel, US-amerikanischer Regisseur, Produzent und Drehbuchautor († 1990)
- 27. April: Hans-Joachim Kulenkampff, deutscher Schauspieler († 1998)

### Mai/Juni
- 02. Mai: Satyajit Ray, indischer Regisseur († 1992)
- 06. Mai: Helga Keller, israelische Filmeditorin und Medienwissenschaftlerin († 2013)
- 07. Mai: Gale Robbins, US-amerikanische Schauspielerin und Sängerin († 1980)
- 16. Mai: Harry Carey Jr., US-amerikanischer Schauspieler († 2012)
- 16. Mai: Winnie Markus, deutsche Schauspielerin († 2002)
- 23. Mai: Grigori Tschuchrai, sowjetischer Drehbuchautor und Regisseur († 2001)
- 28. Mai: Rolf Castell, deutscher Schauspieler und Fernsehautor († 2012)
- 31. Mai: Alida Valli, italienische Schauspielerin († 2006)

- 12. Juni: Luis García Berlanga, spanischer Regisseur († 2010)
- 12. Juni: Beulah Garrick, britische Schauspielerin
- 12. Juni: Heinz Weiss, deutscher Schauspieler († 2010)
- 19. Juni: Louis Jourdan, französischer Schauspieler († 2015)
- 21. Juni: Judy Holliday, US-amerikanische Schauspielerin († 1965)

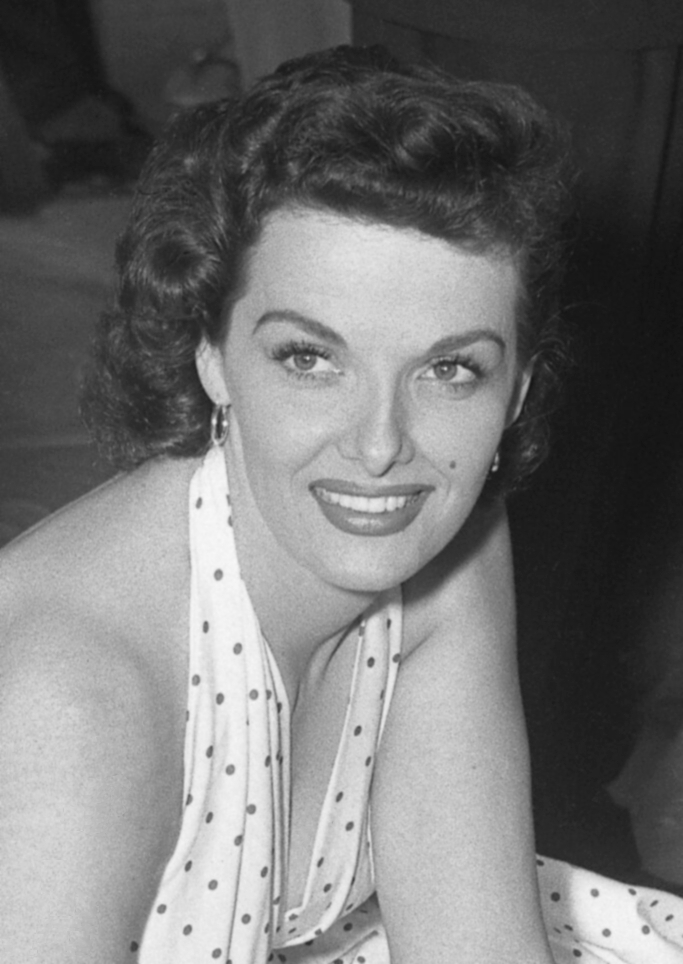
Jane Russell (* 21. Juni)

- 21. Juni: Jane Russell, US-amerikanische Schauspielerin († 2011)
- 21. Juni: Joan Tetzel, US-amerikanische Schauspielerin († 1977)
- 23. Juni: Rainer Penkert, deutscher Regisseur († 2012)
- 24. Juni: Marianne Schubart-Vibach, deutsche Schauspielerin, Regisseurin und Drehbuchautorin
- 27. Juni: Muriel Pavlow, britische Schauspielerin († 2019)
- 30. Juni: Angelo Dorigo, italienischer Regisseur
- 30. Juni: Götz Olaf Rausch, deutscher Schauspieler († 1992)

### Juli/August
- 01. Juli: Ingeborg Hoffmann, deutsche Schauspielerin († 1985)
- 01. Juli: Jerzy Stefan Stawiński, polnischer Regisseur und Drehbuchautor († 2010)
- 03. Juli: João Guedes, portugiesischer Schauspieler und Regisseur († 1983)
- 03. Juli: Susan Peters, US-amerikanische Schauspielerin († 1952)
- 04. Juli: Harry Riebauer, deutscher Schauspieler († 1999)

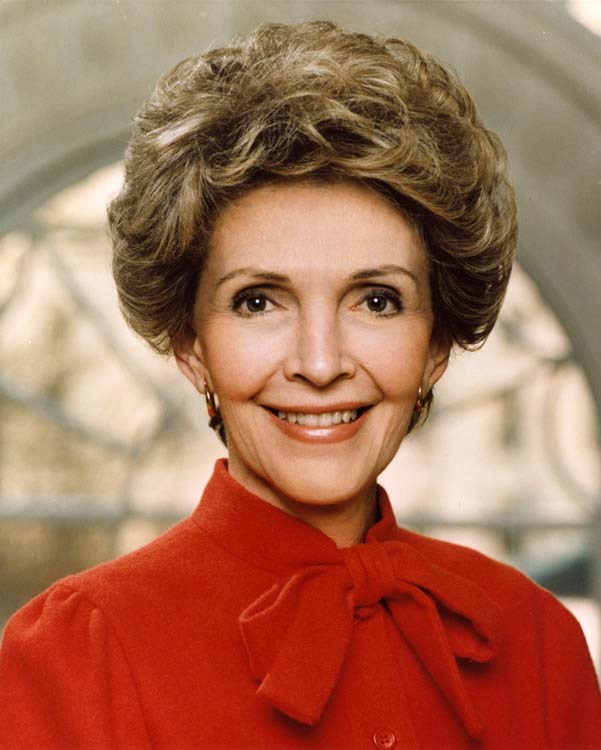
Nancy Reagan (* 6. Juli)

- 06. Juli: Nancy Reagan, US-amerikanische Schauspielerin († 2016)
- 07. Juli: Dragomir Felba, serbischer Schauspieler († 2006)
- 09. Juli: Marina Ried, deutsch-russische Schauspielerin († 1989)
- 10. Juli: Jeff Donnell, US-amerikanische Schauspielerin († 1988)
- 11. Juli: Ilse Werner, deutsche Schauspielerin († 2005)
- 13. Juli: Ernest Gold, US-amerikanischer Komponist († 1999)
- 14. Juli: Leon Garfield, britischer Drehbuchautor († 1996)
- 15. Juli: Henri Colpi, schweizerischer Regisseur und Drehbuchautor († 2006)
- 15. Juli: Jean Heywood, britische Schauspielerin († 2019)
- 18. Juli: Heinz Bennent, deutscher Schauspieler († 2011)
- 18. Juli: Richard Leacock, britischer Dokumentarfilmer und Kameramann († 2011)
- 21. Juli: Arthur Marx, US-amerikanischer Drehbuchautor († 2011)
- 24. Juli: Peter Pagan, australischer Schauspieler († 1999)
- 27. Juli: Émile Genest, kanadischer Schauspieler und Komödiant († 2003)
- 29. Juli: Chris Marker, französischer Dokumentarfilmer († 2012)

- 03. August: Richard Adler, US-amerikanischer Komponist († 2012)
- 03. August: Frank De Felitta, US-amerikanischer Regisseur, Drehbuchautor und Produzent († 2016)
- 08. August: Esther Williams, US-amerikanische Schwimmerin und Schauspielerin († 2013)

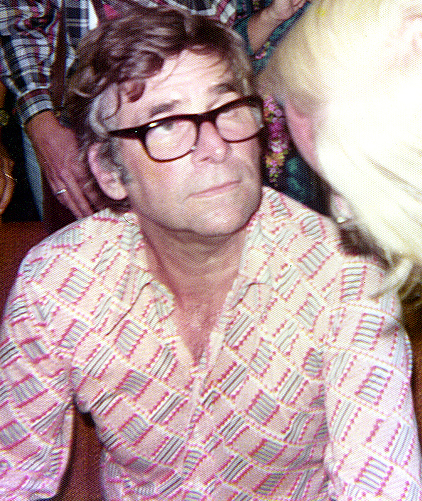
Gene Roddenberry (* 19. August)

- 19. August: Gene Roddenberry, US-amerikanischer Drehbuchautor und Produzent († 1991)
- 26. August: José Romero Marchent, spanischer Regisseur († 2012)
- 28. August: Barbro Hiort af Ornäs, schwedische Schauspielerin († 2015)
- 28. August: Fernando Fernán Gómez, spanischer Schauspieler († 2007)
- 31. August: Rafael Pacheco, spanischer Kameramann

### September/Oktober
- 02. September: Enrique Escobar, spanischer Komponist († 2004)
- 04. September: Herbert Weicker, deutscher Schauspieler und Synchronsprecher († 1997)
- 16. September: Siro Marcellini, italienischer Regisseur
- 18. September: Nils Hallberg, schwedischer Schauspieler († 2010)
- 27. September: Miklós Jancsó, ungarischer Regisseur und Drehbuchautor († 2014)
- 27. September: Giovanni D’Eramo, italienischer Drehbuchautor und Regisseur

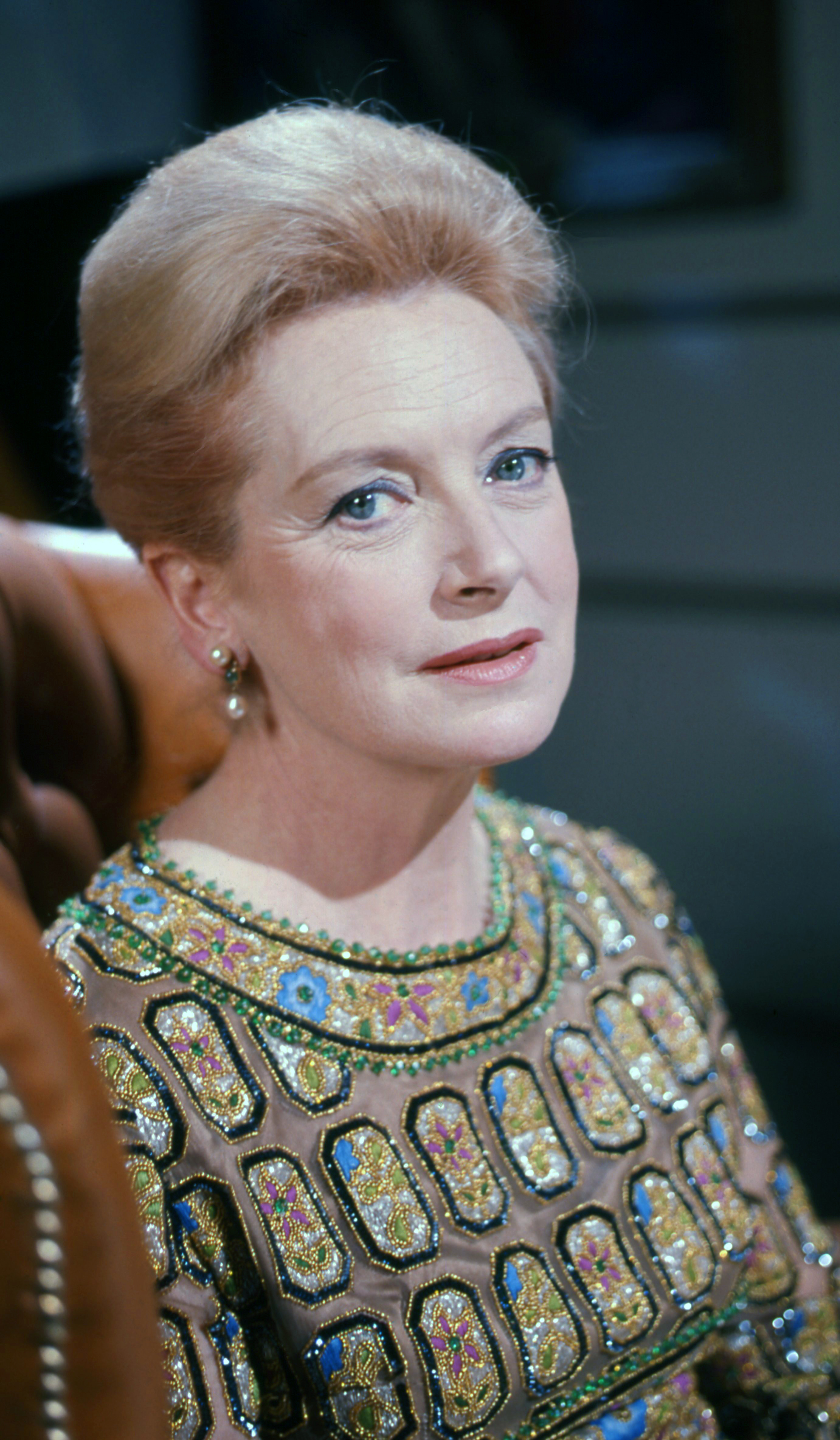
Deborah Kerr (* 30. September)

- 30. September: Deborah Kerr, US-amerikanische Schauspielerin († 2007)

- 01. Oktober: James Whitmore, US-amerikanischer Schauspieler († 2009)
- 02. Oktober: Bruce Montgomery, britischer Komponist († 1978)
- 04. Oktober: James Poe, US-amerikanischer Drehbuchautor († 1980)
- 07. Oktober: Dirk Dautzenberg, deutscher Schauspieler († 2009)
- 08. Oktober: Günther Jerschke, deutscher Schauspieler und Synchronsprecher († 1997)
- 09. Oktober: Michel Boisrond, französischer Schauspieler († 2002)
- 12. Oktober: Kenneth Griffith, britischer Schauspieler († 2006)

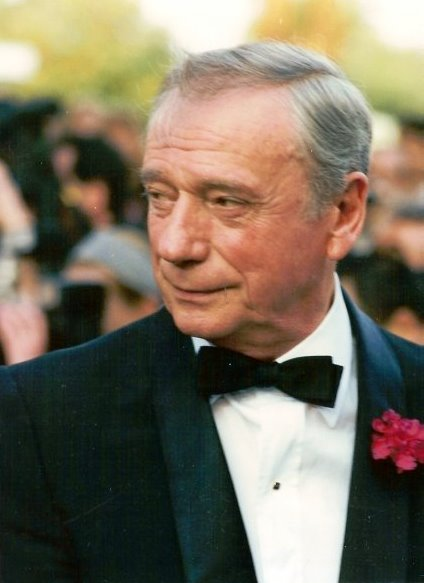
Yves Montand (* 13. Oktober)

- 13. Oktober: Yves Montand, französischer Schauspieler († 1991)
- 14. Oktober: Rade Marković, jugoslawischer Schauspieler († 2010)
- 16. Oktober: Andrzej Munk, polnischer Regisseur († 1961)
- 16. Oktober: Georges Wilson, französischer Schauspieler († 2010)
- 17. Oktober: Rudolf Jürgen Bartsch, deutscher Schauspieler († 2000)
- 17. Oktober: Tom Poston, US-amerikanischer Schauspieler († 2007)
- 19. Oktober: George Nader, US-amerikanischer Schauspieler († 2002)
- 20. Oktober: Marianne Wischmann, deutsche Schauspielerin († 2009)
- 22. Oktober: Franz Seitz junior, deutscher Produzent, Regisseur und Drehbuchautor († 2006)
- 27. Oktober: Pino Belli, italienischer Dokumentarfilmer und Regisseur († 1968)
- 28. Oktober: H. A. L. Craig, irischer Drehbuchautor († 1978)
- 28. Oktober: Chico O’Farrill, US-amerikanischer Komponist († 2001)
- 29. Oktober: Jess Hahn, französischer Schauspieler († 1998)
- 29. Oktober: Bill Mauldin, US-amerikanischer Schauspieler († 2003)
- 29. Oktober: Fausto Tozzi, italienischer Schauspieler († 1978)
- 30. Oktober: Rudolf Asmus, tschechischer Opernsänger und Schauspieler († 2000)

### November/Dezember

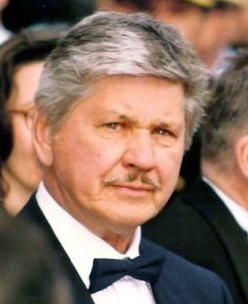
Charles Bronson (* 3. November)

- 03. November: Charles Bronson, US-amerikanischer Schauspieler († 2003)
- 08. November: Walter Mirisch, US-amerikanischer Produzent († 2023)
- 08. November: Gene Saks, US-amerikanischer Regisseur und Schauspieler († 2015)
- 12. November: Paul Maxwell, kanadischer Schauspieler († 1991)
- 14. November: Brian Keith, US-amerikanischer Schauspieler († 1997)
- 16. November: Paul Beeson, britischer Kameramann († 2001)
- 20. November: Chidananda Dasgupta, indischer Filmschaffender († 2011)
- 20. November: Dan Frazer, US-amerikanischer Schauspieler († 2011)
- 21. November: Vivian Blaine, US-amerikanische Schauspielerin und Sängerin († 1995)
- 22. November: Rodney Dangerfield, US-amerikanischer Schauspieler († 2004)
- 30. November: Willy Holt, US-amerikanischer Artdirector und Production Designer († 2007)

- 02. Dezember: Iakovos Kambanellis, griechischer Drehbuchautor († 2011)
- 04. Dezember: Deanna Durbin, kanadische Schauspielerin († 2013)
- 05. Dezember: Peter Hansen, US-amerikanischer Schauspieler († 2017)
- 08. Dezember: Peter René Körner, deutscher Schauspieler († 1989)
- 11. Dezember: Liz Smith, britische Schauspielerin († 2016)
- 12. Dezember: Valerie Steinmann, schweizerische Schauspielerin († 2011)
- 13. Dezember: Janko Messner, österreichischer Drehbuchautor († 2011)
- 15. Dezember: Evelyn Künneke, deutsche Schauspielerin († 2001)
- 16. Dezember: Fabrizio Gabella, italienischer Produzent und Regisseur
- 18. Dezember: Juri Wladimirowitsch Nikulin, russischer Schauspieler († 1997)
- 20. Dezember: George Roy Hill, US-amerikanischer Regisseur († 2002)

## Gestorben
- 8. Mai: William Friese-Greene, britischer Filmtechnikpionier (* 1855)
- 4. Juni: Harry Walden, deutscher Schauspieler (* 1875)
- 9. September: Virginia Rappe, US-amerikanische Schauspielerin (* 1891)